# Malleret
Malleret ist eine Gemeinde in Frankreich. Sie gehört zur Region Nouvelle-Aquitaine, zum Département Creuse, zum Arrondissement Aubusson und zum Kanton Auzances. Sie grenzt im Nordwesten an Magnat-l’Étrange, im Norden an Saint-Agnant-près-Crocq, im Osten an Flayat, im Süden an Saint-Oradoux-de-Chirouze und im Westen an Beissat.

## Bevölkerungsentwicklung
| Jahr      | 1962 | 1968 | 1975 | 1982 | 1990 | 1999 | 2008 | 2012 |
| --------- | ---- | ---- | ---- | ---- | ---- | ---- | ---- | ---- |
| Einwohner | 100  | 89   | 75   | 61   | 44   | 46   | 39   | 41   |

## Sehenswürdigkeiten

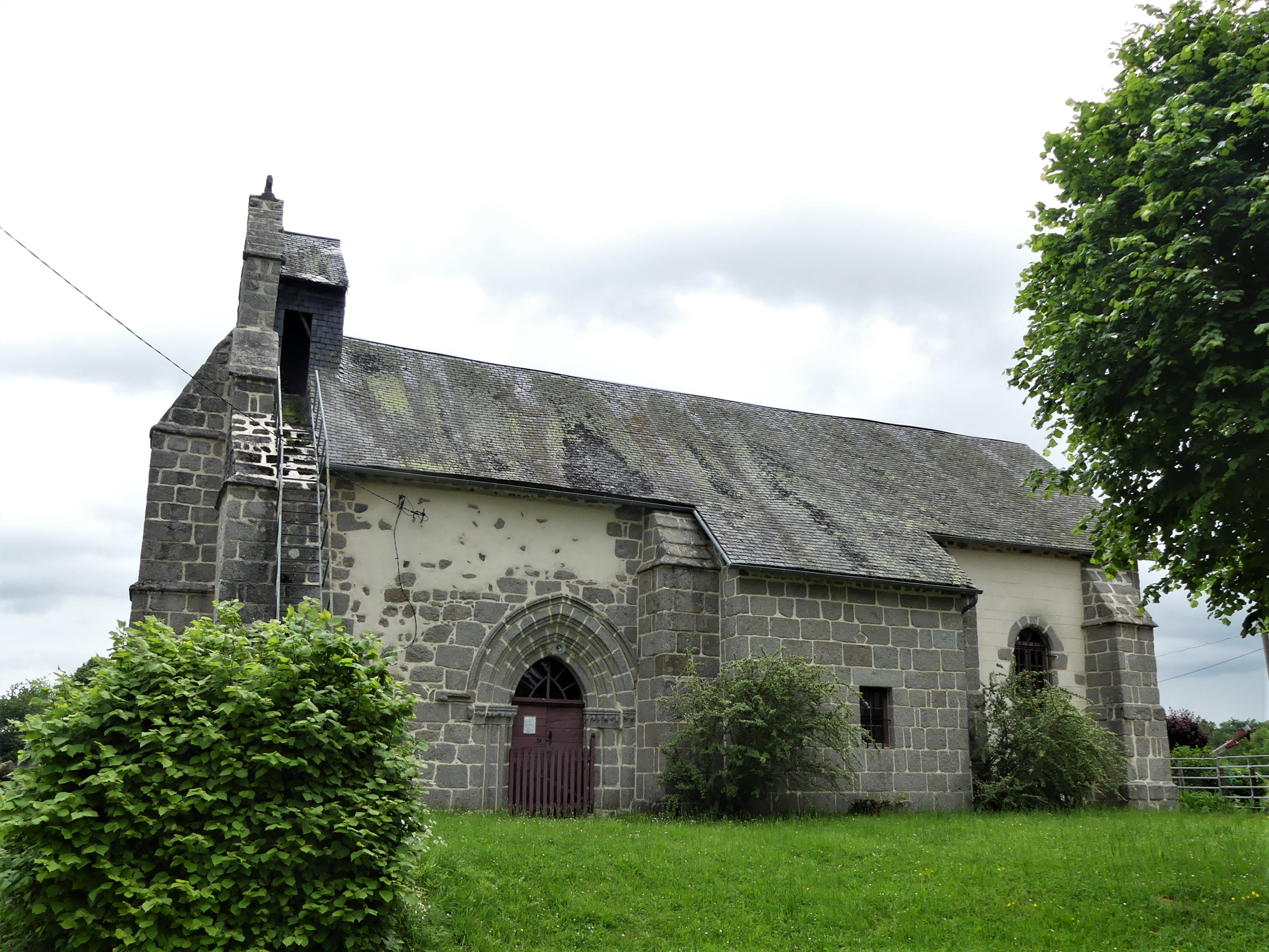
Kirche Saint-Jean-Baptiste

- Kirche Saint-Jean-Baptiste